# Ellen Tigh

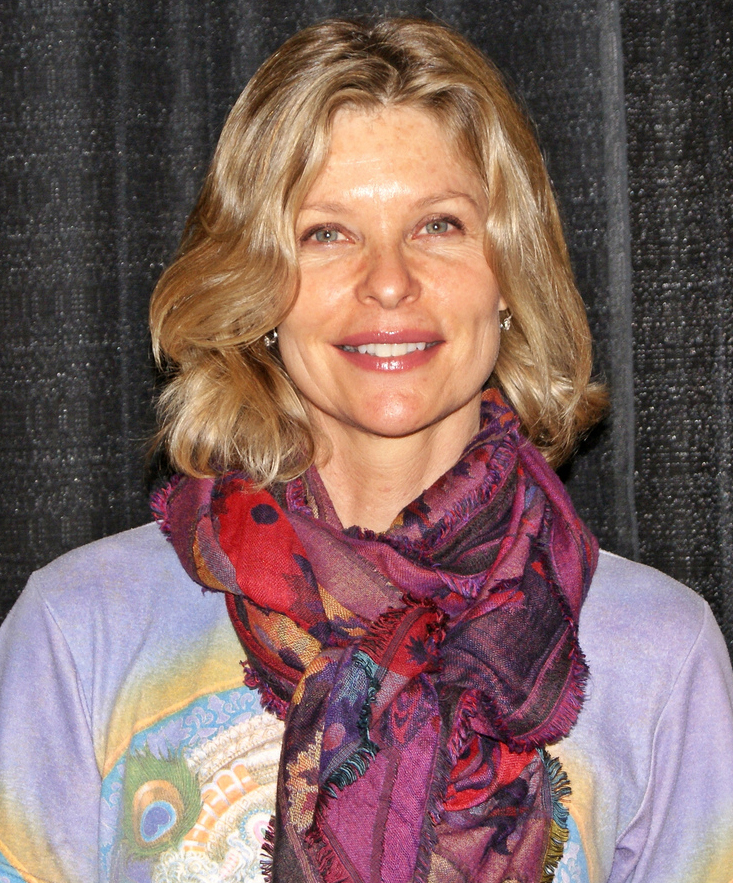
Ellen Tigh, gespeeld door Kate Vernon.

Ellen Tigh is een personage uit de herwerkte televisieserie Battlestar Galactica. De rol werd vertolkt door actrice Kate Vernon.

## Biografie
Ellen Tigh is een van de final five Cylons. Tigh leefde tweeduizend jaar voor de aanval op de kolonies op de originele Aarde, een planeet waar Cylons woonden en die door de kolonisten ook gekend was als de "mythische" dertiende kolonie. Daar werkte ze samen met haar man Saul Tigh en ook Galen Tyrol, Tory Foster en Samuel Anders als wetenschapper. Het vijftal ontwikkelde de heropstandingstechnologie, waardoor Cylons die stierven konden herrijzen of gedownload worden in een nieuw lichaam. Toen de technologie klaar was om gebruikt te worden, ontstond er een kernoorlog op Aarde. De vijf wisten zich te redden met de technologie.
Later bouwden ze in het geheim acht nieuwe modellen. De eerste die de naam John Cavil kreeg, werd genoemd naar de vader van Ellen en gebouwd naar diens evenbeeld. Later werd Ellen en de andere vier uitgeschakeld door Cavil, waarna hij hen weer downloadde in nieuwe lichamen, maar hij verwijderde hun herinneringen en plantte er valse in de plaats. Ze gingen leven op Caprica, overtuigd van zichzelf dat ze mensen waren.
Tijdens de aanval op de twaalf kolonies bleef Ellen achter op Caprica, echter Cavil zorgde ervoor dat Ellen op de Galactica belandde en terug herenigd werd met haar man Saul. Tijdens de bezetting van Nieuw Caprica was Saul een verzetsman. Toen het verzet te weten kwam dat Ellen hun verraden had bij de Cylons, vergiftigde Saul zijn vrouw.
Ellen werd na haar dood gedownload in een nieuw lichaam op een heropstandingsschip. Daar werd ze vastgehouden door Cavil, die haar verweet hem een gebrekkig mensenlichaam te hebben gegeven met gebrekkige zintuigen zoals mensen die hebben. Ook vertelde hij haar dat hij lang geleden Number Seven heeft uitgeschakeld, omdat het de favoriet van Ellen was en omdat hij te zwak en te emotioneel en dus te menselijk was.
Toen de bemanning van de Galactica op de verwoeste Aarde rondliep, zag Saul Tigh beelden van Ellen en wist hij dat ze evenals hem een Cylon was.
Nadat het heropstandingsschip werd vernietigd wilde Cavil een nieuwe bouwen met de hulp van Ellen. Omdat ze weigerde wilde hij haar doden en haar brein ontleden om haar geheimen met betrekking tot de heropstandingstechnologie te weten te komen. Maar Ellen wordt gered door Boomer die haar naar de Galactica bracht. Later komt uit dat dit opgezet spel was van Cavil, Boomer kreeg de opdracht om Ellen naar de Galactica te brengen om daarna het hybride kind Hera te kunnen ontvoeren.
Terug op de Galactica komt Ellen te weten dat Caprica Six een kind verwacht van haar man Saul, waardoor ze zich afzijdig houdt. Nadat Caprica Six een misval krijgt eindigt ook de relatie tussen haar man en Number Six, waarna haar relatie met haar man hersteld wordt.
Toen Hera, het hybride kind ontvoerd werd door Cavil, was Ellen bereid om mee te werken aan de reddingsoperatie. Tijdens een patstelling met Cavil is ze bereid om Cavil de heropstandingstechnologie te geven. Om die informatie op te halen moesten Ellen, Saul, Tory Foster en Galen Tyrol zichzelf met elkaar verbinden waardoor ze elkaars verleden konden zien. Tyrol ontdekt dat Foster zijn vrouw ombracht en wurgt haar, waardoor de link verbroken wordt. Cavil kreeg de technologie niet maar het kind werd desondanks gered.
Nadat de Galactica een sprong naar de nieuwe Aarde maakte, begon Ellen en haar man Saul een nieuw leven op hun nieuwe thuisplaneet.